# Adnan Zahirović
Adnan Zahirović (Banja Luka, 23 marzo 1990) è un calciatore bosniaco, centrocampista dell'Auernheim.